# Phuwiangosaurus
 Phuwiangosaurus  („Echse von Phu Wiang“) war ein mittelgroßer sauropoder Dinosaurier (Sauropoda) aus der Gruppe der Titanosauria, der aus der Unterkreide (Valangium bis Hauterivium) von Südostasien (Thailand) stammt. Zu dieser Gattung zählt nur die Typusart Phuwiangosaurus sirindhornae. 
Phuwiangosaurus konnte bis zu 19 Meter lang und 17 Tonnen schwer werden. Wie alle Sauropoden war er ein Pflanzenfresser und bewegte sich vierbeinig fort.

## Fossilbericht
Phuwiangosaurus ist von den Überresten verschiedener Individuen bekannt – sowohl von Alttieren als auch von Jungtieren. Unter den Funden sind ein Postkranialskelett (das Skelett ohne den Schädel), zahlreiche isolierte Skelettelemente, Schädelfragmente sowie fossiles Material von Jungtieren (Martin et al. 1994). Buffetaut (2002) beschrieb darüber hinaus einen Hirnschädel (Neurocranium).
Alle Funde stammen aus der Sao-Khua-Formation im nordöstlichen Thailand, dabei kann ein Großteil der zahlreichen Sauropodenfossilien von der Khorat-Hochebene Phuwiangosaurus zugeordnet werden. Der Holotypus stammt aus dem Landkreis (Amphoe) Phu Wiang in der Provinz Khon Kaen, der für die Gattung namensgebend ist.

## Anatomie
Die anatomische Beschreibung und systematische Einordnung des Holotypus basiert auf Halswirbeln in der Nähe des Schädels sowie dem Oberschenkelknochen (Humerus). Die Wirbel sind charakterisiert durch niedrige, breite Neuralbögen, der Oberarmknochen zeichnet sich durch eine annähernd gleiche Breite des Querschnitts des proximalen (körpernahen) und des distalen (körperfernen) Endes aus. Martin et al. 1994 führen in der wissenschaftlichen Erstbeschreibung noch viele weitere Merkmale auf, die jedoch keine exklusiven  Charakteristika (Autapomorphien) für Phuwiangosaurus sind, sondern auch bei anderen Sauropoden vorkommen.

## Systematik
Für Martin et al. 1994 gilt Phuwiangosaurus als rätselhafter Sauropode, der nicht leicht einer der systematischen Großgruppen zuzuordnen sei. Er wurde von den Autoren zu den Titanosauria gestellt, jedoch schlugen sie später vor ihn auf der Grundlage weniger Kieferfragmente und Zähne als einen frühen Vertreter des 1995 von Upchurch aufgestellten Taxons Nemegtosauridae einzuordnen (Martin et al. 1999). Upchurch (1998) sieht in Phuwiangosaurus einen ursprünglichen Titanosauriformen, der wahrscheinlich enger mit den Titanosauria als mit den Brachiosauridae verwandt war. Im Jahr 2002 beschrieb Buffetaut einen Hirnschädel und ordnete ihn Phuwiangosaurus zu. Dieser Fund zeigt eine enge Verwandtschaft mit Nemegtosaurus auf, weshalb Wilson (2005) die Zuordnung zu der Nemegtosauridae bestätigte. Allerdings existieren noch keine phylogenetischen Analysen, die den neuen Fund miteinbeziehen.